# Thecla lenis
Thecla lenis är en fjärilsart som beskrevs av Jean-Baptiste Capronnier 1874. Thecla lenis ingår i släktet Thecla och familjen juvelvingar. Inga underarter finns listade i Catalogue of Life.